# Bolbochromus lineatus
Bolbochromus lineatus es una especie de coleóptero de la familia Geotrupidae.

## Distribución geográfica
Habita en Sri Lanka.